# Diamond Dogs (canción)
«Diamond Dogs» es una canción escrita por el músico británico David Bowie para su álbum del mismo nombre de 1974.
La letra de la canción introduce al aoyente al nuevo personaje de Bowie y su entorno; Halloween Jack vive en lo alto de un rascacielos abandonado (“Manhattan Chase”, también conocido como One Chase Manhattan Plaza) en una Manhattan postapocalíptica. El sonido de la guitarra está fuertemente influenciado por The Rolling Stones, y significó el paso de Bowie del glam rock hacia un sonido proto-punk similar a The Stooges.
La canción fue considerada por muchos críticos como un sencillo poco convencional, y solo alcanzó el puesto #21 en el Reino Unido. De acuerdo a los críticos de NME, Roy Carr y Charles Shaar Murray, “Como sencillo potencialmente exitoso, «Diamond Dogs» fue un fiasco. Demasiado largo, poco prometedora a la vista, demasiado difícil de bailar... ya sabes”.
El lado B fue una versión del sencillo de Bowie de 1971, «Holy Holy», regrabada durante las sesiones de grabación de Ziggy Stardust ese mismo año.

## Lista de canciones
Todas las canciones escritas y compuestas por David Bowie.
1. «Diamond Dogs» – 6:04
2. «Holy Holy» – 2:18

En Australia, una versión editada de «Diamond Dogs», con una duración de 3 minutos, se usó en lugar de la versión del álbum.

## Créditos
Créditos según Chris O'Leary.
- David Bowie – voz principal y coros, guitarra rítmica, saxofón tenor y barítono
- Herbie Flowers – bajo eléctrico
- Mike Garson – piano
- Aynsley Dunbar – batería

## Otros lanzamientos
- Aparece en las siguientes recopilaciones:
  - Changesonebowie (1976)
  - The Best of Bowie (1980) [nota: versión reeditada de 4:37]
  - Chameleon (Australia/New Zealand 1979)
  - Changesbowie (1990)
  - The Singles Collection (1993)
  - The Best of 1969/1974 (1997)
  - Best of Bowie (2002)
- Se lanzó como picture disc a través de RCA en el box set Life Time.

## Versiones
- Beck grabó una versión de "Diamond Dogs", producida por Timbaland, para la película Moulin Rouge! de 2001.
- Blind Willie's Johnson - Only Bowie (1995)
- Dramarama - grabación en directo (1992)
- Duran Duran - Thank You (versión japonesa de 1995)
- Rancid Vat - sencillo "Bowiecide"
- Graveyard School - Hero: The Main Man Records Tribute to David Bowie (2007)
- Gilby Clarke - Swag